# Wrong Turn
Wrong Turn är en amerikansk skräckfilm från 2003 som är regisserad av Rob Schmidt och skriven av Alan B. McElroy. Desmond Harrington och Eliza Dushku spelar huvudrollerna.

## Handling
Sex ungdomar är fast på en ödslig väg i skogen i West Virginia. De går iväg för att söka efter hjälp, men jagas av kannibaler, personer som degenererats på grund av inavel. Ungdomarna flyr in i skogen och det blir en lång kamp för överlevnad.

## Om filmen
Rollfiguren Jessie Burlingame är uppkallad efter hjältinnan i Stephen King-romanen Geralds lek.

## Rollista (urval)
- Desmond Harrington – Chris Flynn
- Eliza Dushku – Jessie Burlingame
- Emmanuelle Chriqui – Carly
- Jeremy Sisto – Scott
- Kevin Zegers – Evan
- Lindy Booth – Francine